# Northern Congolian Forest-Savanna Mosaic

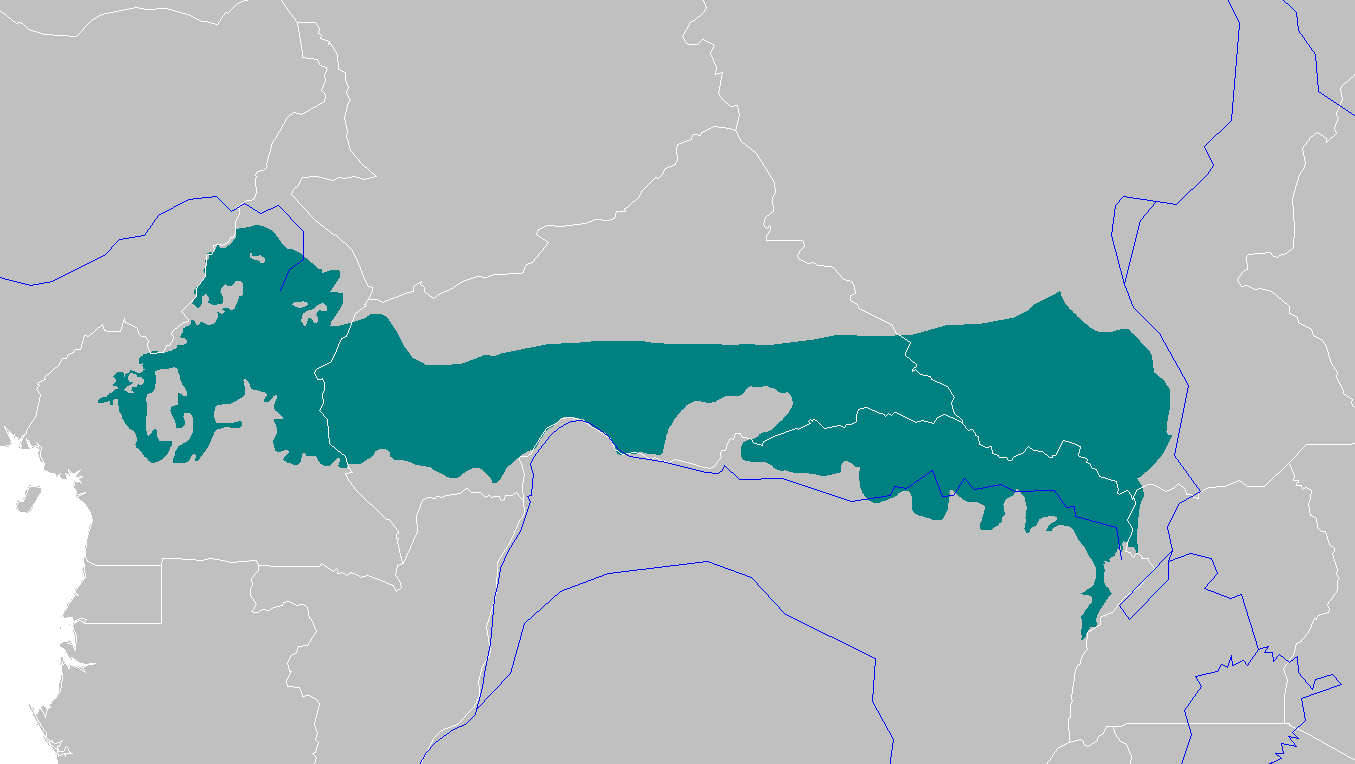
Karte des Northern Congolian Forest-Savanna Mosaic.

Northern Congolian Forest-Savanna Mosaic (dt.: Wald-Savannen-Mosaik des nördlichen Kongo) ist die Bezeichnung für eine Ökoregion in Zentralafrika, ein Teil des Gürtels in der Übergangszone vom Wald-Savannen-Mosaik, welches sich zwischen den äquatorialen Wäldern und den tropischen Trockenwäldern, Savannen und Grasländern erstreckt, die sich nach Norden und nach Süden erstrecken. Genau genommen liegt das Northern Congolian Forest-Savanna Mosaic zwischen den äquatorialen Regenwäldern des Kongobeckens im Süden und der trockeneren East Sudanian Savanna im Norden. Es erstreckt sich vom Kameruner Grasland (Cameroon Highlands) im Westen über Zentral-Kamerun und die südliche Zentralafrikanische Republik bis in den südwestlichen Südsudan und die nordöstliche Demokratische Republik Kongo, wo es im Osten von dem überfluteten Grasland des Sudd, dem östlichen Teil der Ostsudanischen Savanne und den Bergwäldern im Westlichen Rift (Albertine Rift montane forests) begrenzt wird.
Das Gebiet wird größtenteils durch Höhenlagen zwischen 500 und 700 m geprägt und gehört zum Tropischen Savannenklima.